# Recep Kara
Recep Kara (ur. 25 maja 1982) – turecki zapaśnik walczący w stylu wolnym. Zajął piąte miejsce na mistrzostwach świata w 2006. Brązowy medalista mistrzostw Europy w 2009. Wicemistrz igrzysk wojskowych w 2007 i wojskowych MŚ w 2003. Szósty w drużynie w Pucharze Świata w 2008. Mistrz Europy juniorów w 2002 roku.